# دانيال موير
دانيال موير (بالإنجليزية: Daniel Muir)‏ هو لاعب كرة قدم أمريكية أمريكي، ولد في 12 سبتمبر 1983 في واشنطن العاصمة في الولايات المتحدة.

## وصلات خارجية
- دانيال موير على موقع مرجع كرة القدم المحترفة.كوم (الإنجليزية)